# ناحیه اروویمی
ناحیه اروویمی (به لاتین: Aruwimi District) یک منطقهٔ مسکونی در کنگوی بلژیک و ایالت آزاد کنگو بود که در استان اورینتال واقع شده‌است.